# Zsolt Semjén
Zsolt Semjén (Boedapest, 8 augustus 1962) is een Hongaars theoloog, socioloog en politicus. Hij is vooral bekend als gedeputeerde eerste minister en minister zonder portefeuille in het Hongaarse parlement vanaf 2010. Hij is ook voorzitter van de Christendemocratische Volkspartij (KDNP) sinds 2003.

## Biografie
Semjén groeide op in Boedapest, waar hij in 1981 afstudeerde aan de middelbare school. Van 1981 tot 1984 werkte hij in een kleine industrieproductiemaatschappij in Boedapest. Hij verkreeg een graad in theologie in 1990 aan de Rooms-Katholieke Theologische Academie in Piliscsaba, ten noordwesten van Boedapest, en een graad in sociologie aan de Eötvös Loránd Universiteit in Boedapest in 1992. In 1997 behaalde hij een doctoraat in de theologie aan het Rooms-katholieke theologisch instituut Péter Pázmány, dat de Rooms-Katholieke Theologische Academie verving. 

## Politieke carrière
In 1994 werd Semjén verkozen als vertegenwoordiger van de Christendemocratische Volkspartij (KDNP) in het Hongaarse parlement. Hij verliet de KDNP na het partijschisma in 1997 en trad toe tot de caucus van het Hongaarse Democratisch Forum (MDF) na zijn verplichte halfjaar als onafhankelijk lid.
Een jaar later werd hij in het parlement verkozen als MDF-kandidaat, waardoor hij ten tijde van de eerste Orbán-regering (1998-2002) de positie van assistent-staatssecretaris op het ministerie van Nationaal Cultureel Erfgoed vervulde. In 2002 werd hij opnieuw verkozen, dit keer als Fidesz-MDF-vertegenwoordiger, zittend bij de Fidesz-caucus. In 2003 keerde hij terug naar de Christendemocratische Volkspartij er werd hij partijvoorzitter. Bij de daaropvolgende vier verkiezingen in 2006, 2010, 2014 en 2018 werd hij verkozen als volksvertegenwoordiger binnen de Fidesz-KDNP-coalitie. Tijdens de tweede Orbán-regering van 2010-2014 was hij gedeputeerde eerste minister en minister zonder portefeuille.

Hij verdedigt het traditionele gezin en is tegen het homohuwelijk. Bij een interview op 21 juni 2014 met de Hongaarse pro-overheidszender Hír TV zei hij daar het volgende over:
"Kleine, hoewel luide belangengroepen, willen gewoon de wereld dwingen, een volgens mij onmogelijk concept. Het is een natuurlijk gegeven dat er mannen en vrouwen zijn. Bijgevolg is de natuurlijke orde van het gezin de geëngageerde relatie tussen een man en een vrouw. Als men deze natuurlijke orde, welke overigens al bestaat volgens christelijke en Romeinse wetten, begint te relativeren, dan is het grootste probleem dat er geen einde aan komt. Als twee mannen trouwen, waarom dan niet drie? En op welke grond zal men bigamie dan bestraffen? Wat is het einde hiervan? Een afwijking is het en dan kan er toch geen huwelijk zijn?
- Gemeinsame Normdatei: 1193147913
- International Standard Name Identifier: 0000 0000 7943 6245
- Library of Congress Control Number: n2019000380
- Virtual International Authority File: 121468954
- WorldCat: E39PBJwtphGrkCW9VrbtjbFYfq